# Maurrassismo

Maurras nel 1937

Il maurrassismo è una dottrina politica elaborata da Charles Maurras, di cui l'Action française fu la punta di lancia. Fu un'ideologia nazionalista, antisemita, germanofoba (fino al 1941 almeno), sciovinista, revanscista (fino al 1919), monarchica, cattolica, militarista, nazionalsindacalista e con radici anche nel secondo positivismo e nella critica borghese-positivista alla rivoluzione francese.

## Elaborazione e principi
Il maurrassismo ha l'ambizione di essere una dottrina controrivoluzionaria, che assicura la coesione della Francia e della sua grandeur. Si basa sulla parola d'ordine «Politique d'abord» ("la politica prima di tutto"), sul postulato del nazionalismo e sulla constatazione (secondo Maurras) che la società (francese) della fine del XIX secolo è minata dalla decadenza e  dalla corruzione. Secondo Maurras, i due mali risalgono principalmente alla Rivoluzione francese e raggiungono il parossismo nell'affare Dreyfus. Charles Maurras subisce l'influenza filosofica di Platone e Aristotele, Joseph de Maistre, Dante e Tommaso d'Aquino. Le influenze storiche vanno da Sainte-Beuve a Fustel de Coulanges passando da Hippolyte Taine e Ernest Renan. Si intravedono anche alcune idee "aristocratiche" ed elitiste, unite contraddittoriamente ad un certo populismo, in parallelo alla riflessione di Friedrich Nietzsche.

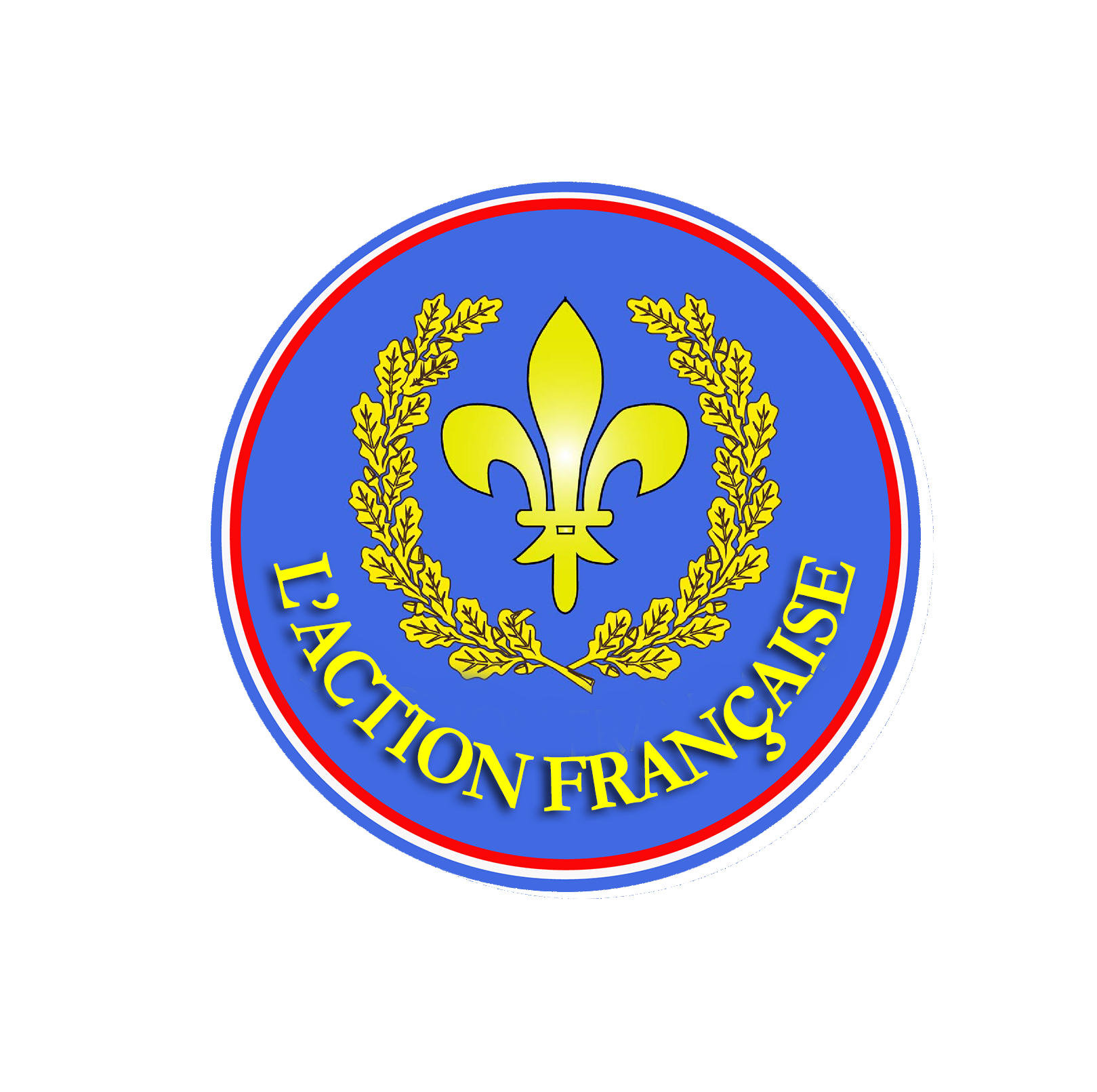
Versione moderna a colori del logo storico dell'Action française

Per Maurras, la Francia deve tornare royaliste, tradizionale, classicista nelle lettere e reazionaria, tornare ai tempi dell'Ancien Régime e della Restaurazione, contro lo spirito rivoluzionario, illuminista e romantico-liberale-nazionalista tedesco, a suo avviso, rappresentato a quell'epoca dalla Germania imperiale e dai quattro "Stati confederati" dell'Anti-Francia, cioè gli ebrei, i protestanti, i frammassoni e gli stranieri (perlopiù asiatici, africani e germanici non franchi), che Maurras chiama "meteci". Essi più che "meticci" sono descritti come cosmopoliti senza Patria, fedeli all'oro e al denaro, come meteci antichi, anche dello spirito.
Questi Stati confederati rappresentano l'anti-Francia e non possono in alcun caso far parte della nazione francese. La sovranità popolare, il governo dei cittadini e della maggioranza numerica sono fallaci. La democrazia è la fine della politica in quanto secondo Maurras è priva di veri principi, nemica della gerarchia e passionale, e platonicamente incline all'oligarchia economicista della produttività e dello sviluppo. La democrazia, rifiutando di attribuire valore e legittimità a ciò che non è votato dalla maggioranza, si sottomette al materialismo dei numeri e del denaro; gli elementi di "quantità" aumentano la demagogia, fino a che la democrazia diventa oligarchia plutocratica governata da tecnocrazia e mercati, e della politica rimangono riti ridotti a cerimoniali senza significato ed effetti.
Negli anni della Grande guerra sulla questione ebraica si consuma una frattura col vecchio amico Maurice Barrès, che, avendo un ripensamento, definisce ebrei, socialisti, tradizionalisti e protestanti come i quattro Stati confederati del genio nazionale francese. Anche il romanticismo francese della Restaurazione, ammirato a volte poeticamente ma non politicamente (Chateaubriand, Madame de Staël...), secondo Maurras ha solo sostituito il razionalismo della Rivoluzione francese con il sentimentalismo, proseguendo l'illuminismo nella forma di Rousseau, ma non ha rivivificato la cristianità medievale, la romanità e l'ellenismo, ciò che per lui sola "ragione universale" (espressione di de Maistre) opposta alla ragione individuale: con ciò intendendo la tradizione. Ciò ha favorito il proseguimento delle idee rivoluzionarie culminate con i moti come quelli del 1830 e del 1848, seguendo un «impulso sentimentale che li ha condotti a proporre come assunzioni dottrinali mere associazioni di immagini senza consistenza né coscienza, dunque senza verità»; per lui «il male del mondo moderno deriva dall’avere l'élite intellettuale di Francia sdegnato la ragione (confusa erroneamente con il razionalismo), facendo quasi esclusivamente appello alle passioni e ai sentimenti», allineandosi al parlamentarismo e al liberalismo economico germanico-anglosassone ("i barbari") di matrice giudaico-protestante e massonica; questo ha condotto all'accettazione della democrazia, da lui definita la "tradizione della morte" per la civiltà occidentale. L'unica vera libertà umana si trova per lui nel comunitarismo, nelle corporazioni, nell'autorità, nella dottrina sociale della Chiesa, nella mediazione dei sacerdoti nella lettura della Bibbia, mentre il mondo moderno, compenetrato dal "biblismo veterotestamentario" del Sola Scriptura conduce all'individualismo e quindi al nichilismo, di cui il mondo tedesco è l'esempio, avendo perso «quella disciplina mentale, morale, estetica, quella ragione, quel diritto, quella legge, quell'ordine, quel gusto che costituivano tutto il capitale civilizzatore dello spirito classico». La scienza e la tecnica hanno funzione solo se messi al servizio della comunità. Il vero progresso è aristocratico, e "al pari dell'autorità, la ragione va ricondotta in alto, in consonanza con i dettami dello spirito classico, che è insieme spirito di progresso e di ordine". Lo Stato è solo il garante organico dell'ordine, ma deve cedere all'autorità del monarca e al particolarismo localista-autonomista, in una sorta di nuovo feudalesimo federale (Maurras è nazionalista della Patria francese ma anche molto legato alla sua terra d'origine, la "piccola Patria" della Provenza). Si tratta di un autoritarismo monarchico strettamente ereditario e temperato dal decentramento, che solo può garantire le libertà civili. È evidente in tutta l'impostazione, a parte antisemitismo, militarismo e antiprotestantesimo, l'influsso legittimista-ultrarealista del progetto di Costituzione monarchica elaborato da Enrico d'Artois (per Maurras l'ultimo vero Re di Francia, Enrico V), progetto di unionismo con i sostenitori dei Borbone-Orléans, ovvero una monarchia costituzionale pura, non parlamentare (il Parlamento, con una camera di nomina regia, è solo un supporto al governo, che vota tasse e leggi nazionali, ma non il perno delle decisioni), e decentrata, a democrazia corporativa e suffragio famigliare o dei capifamiglia, e di corporazione, a più livelli. Tutto il potere decisionale risiede nel re, nelle comunità locali, nelle corporazioni (che fungono anche da sindacati) e nelle famiglie, elementi dell'ordine "naturale" delle cose.
Studi approfonditi su Maurras, il suo pensiero e la sua cultura sono stati effettuati da Ernst Nolte nel suo Il fascismo nella sua epoca (noto anche come I tre volti del fascismo) e da Domenico Fisichella. Nolte vede il maurassismo come il primo vero "fascismo" della storia, un protofascismo precedente al dannunzianesimo e al sansepolcrismo, dai quali sorgerà il fascismo italiano.

## Contesto storico
Legittimista in gioventù, poi repubblicano federalista, Maurras ridiviene realista (ma partigiano degli Orléans) nel 1896 in seguito a un ragionamento politico: i re hanno fatto la Francia, che si è disfatta dopo il 1789. Sostenitore di Luigi Filippo d'Orléans (duca d'Orléans) e in seguito dei suoi eredi (il "duca di Guisa", poi il "conte di Parigi"), si propone di convertire la nascente Action française all'idea realista e a riunire al suo interno i resti del realismo tradizionale francese, illustrato soprattutto dal marchese de la Tour du Pin o dal général de Charette.
La riflessione di Maurras deve molto anche al suo federalismo originario e alla sua appartenenza al Félibrige di Mistral che gli lascia in eredità la difesa della decentralizzazione. Nel 1914 come nel 1940, Maurras rimane fedele al suo principio del compromesso nazionalista, cioè dell'unità nazionale in caso di crisi, e all'ossessione profonda della guerra civile, sostenendo dapprima Clemenceau e poi Pétain.